# 圣阿埃吉迪
圣阿埃吉迪是奥地利上奥地利州谢尔丁县的一个市镇。总面积29平方公里，总人口1620人，人口密度55.9人/平方公里（2005年）。